# هنری اسپنسر پالمر
هنری اسپنسر پالمر (انگلیسی: Henry Spencer Palmer؛ ۳۰ آوریل ۱۸۳۸ – ۱۰ فوریهٔ ۱۸۹۳) مهندس نقشه‌برداری، نظامی و سیاستمدار اهل پادشاهی متحد بریتانیای کبیر و ایرلند بود.